# Палеонтология позвоночных (книга)
«Палеонтология позвоночных» (англ. Vertebrate Palaeontology) — англоязычный учебник по палеозоологии позвоночных, написанный британским палеонтологом Майклом Бентоном. Учебник опубликован в издательстве Wiley-Blackwell и претерпел уже четвёртое издание (1990, 1997, 2004 и 2015). Книга написана для как студентов геологических и биологических специальностей, так и для интересующихся любителей палеонтологии.

## Содержание книги
Учебник представляет собой полный обзор зарождения и эволюции позвоночных животных от примитивных форм до человека. Учебник написан в формате ответов на вопросы по темам. Каждая глава начинается со списка ключевых вопросов по теме главы, ответы на которые раскрыты в самой главе. Глава оканчивается рекомендуемой литературой для углубления в конкретную тему и списком источников.
В первых частях раскрыты вопросы возникновения позвоночных животных и методика изучения их ископаемых остатков. Последующие главы посвящены конкретным группам позвоночных: раннепалеозойским рыбам, первым четвероногим (амфибиям, ранним амниотам), динозаврам, птицам, млекопитающим и человеку.
В приложении учебника приведена филогенетическая классификация, которая сочетает в себе как линнеевскую иерархическую, так и кладистическую систематику, и используется в качестве руководства для статей Википедии о вымерших и существующих таксонах позвоночных.